# Cão-ouvinte
Cão-ouvinte é um tipo específico de cão, para assistência, especificamente seleccionado e treinado para ajudar os surdos, ou deficientes auditivos, alertando o seu manipulador de sons importantes, tais como campainhas, alarmes de incêndio, toque de telefones, ou alarme de relógio. Eles também podem trabalhar fora de casa, alertando para sons tais como sirenes, empilhadores, aproximação de pessoas por trás do surdo, e o chamamento do nome do manipulador.

## Formação
Os cães que podem tornar-se cão-ouvinte são testados quanto a bom temperamento, boa reactividade e vontade de trabalhar. Após a aprovação inicial e rastreio, eles são treinados em obediência básica e expostos a coisas que irão enfrentar em público, como elevadores, carrinhos de compras, e diferentes tipos de pessoas. Somente após esse período de socialização eles são treinados em alerta sonoro.
Cães-ouvinte podem ser treinados profissionalmente em menos de três meses, embora muitos sejam treinados para mais perto de um ano. Geralmente, a formação envolve treinar o cachorro para reconhecer um determinado som e, em seguida, fisicamente alerta, conduzir o seu manipulador à fonte. Eles também podem ser ensinados conduzir o manipulador afastando-se de um som, como no caso de um alarme de incêndio. Enquanto muitos cães-ouvinte são treinados profissionalmente, há um número crescente de surdos que se comprometem a formar os seus próprios cães.

## Acessibilidade
Nos Estados Unidos, a legislação permite cães-ouvinte, juntamente com cães-guia e cães de serviço, o acesso a qualquer pessoa do público em geral é permitido. Algumas leis estaduais também fornecem acesso, protecção ou directrizes adicionais, tais como multas ou sanções penais para quem interferir ou negar o acesso a um cão-ouvinte.
No Reino Unido, este tipo de cães também é usual.
Em Portugal este tipo de cães começou a ser usado em Abril de 2008, sendo a cadela, de nome Lana, entregue a um casal de surdos profundos, residentes no Porto.